# Gradišica
Gradišica je naselje v Občini Hrpelje  - Kozina.